# Тарук, Луис
Луис Тарук (англ. Luis Taruc; 21 июня 1913, Сан-Луис, Пампанга — 4 мая 2005, Кесон-Сити, Филиппины) — филиппинский политический деятель, коммунист, главнокомандующий силами Народной антияпонской армии в годы Второй мировой войны, участник аграрных беспорядков на Филиппинах с 1930-х годов до конца холодной войны. Руководитель Хукбалахапского восстания.

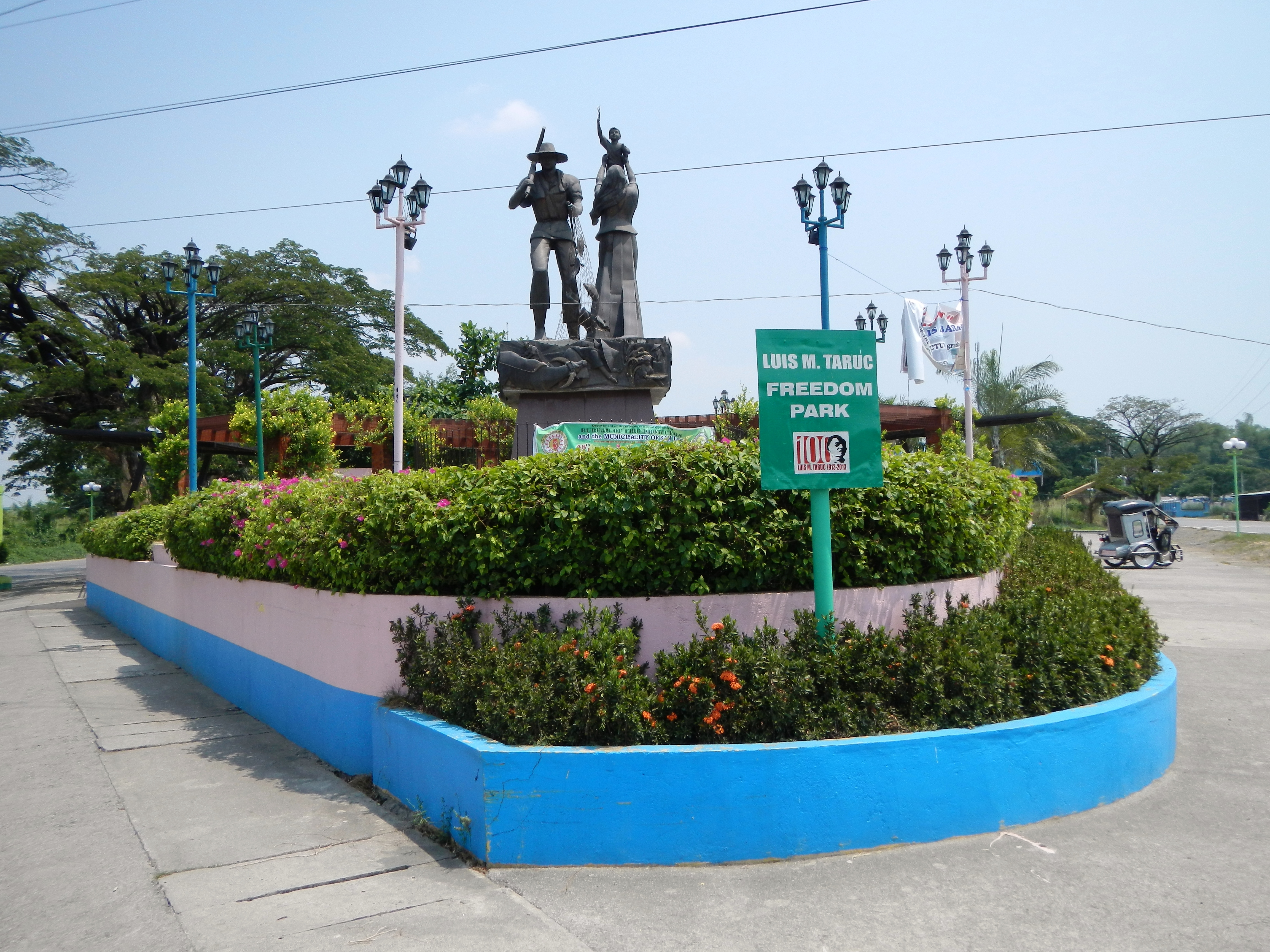
Парк свободы им. Луиса Тарука в Сан-Луисе, Пампанга

## Биография
Родился в бедной крестьянской семье. В 1932—1934 годах учился в Манильском университете (англ.), затем стал участником движения безземельных крестьян на Филиппинах. Увлекался марксизмом, в 1935 году вступил в Социалистическую партию. В ноябре того же года социалисты и коммунисты объединились, чтобы сформировать единый антифашистский фронт. Коммунист с 1935 года.
В 1942 году, после японского вторжения, по инициативе и под руководством Коммунистической партии Филиппин из разрозненных партизанских отрядов, участвовал в формировании филиппинской народной армии и стал лидером Хукбалахап, вооружённого крыла Компартии Филиппин. Затем — главнокомандующий силами Народной антияпонской армии, армии Единого фронта борьбы за национальное освобождение Филиппин от японских захватчиков в годы Второй мировой войны. К концу 1942 года Хукбалахап освободила целые районы центральной части Лусона и временно установила там свою власть.
После окончания войны в 1946 году был избран членом палаты представителей Филиппин, как член Демократического альянса, однако ему было запрещено занимать депутатское место, после того, как избирательная комиссия обвинила его в победе на выборах с помощью терроризма и запугивания избирателей. После неудачных попыток вести переговоры с правительством, в конце 1946 года ушёл в подполье.
Создал новое движение — Народно-освободительную армию. К 1950 году его партизаны контролировали бо́льшую часть центрального Лусона, «рисовой корзины» Филиппин, включая две столицы провинций, и были в состоянии угрожать дальнейшему существованию центрального правительства. Продолжал партизанскую войну против Соединённых Штатов и первого независимого правительства президента Рамона Магсайсая до 1954 года. Президент Филиппин Рамон Магсайсай, министр обороны Квирино, добились значительного прогресса в противодействии движению Тарука, заручившись поддержкой жителей деревни и реформировав армию и вооружение.
В 1954 году Тарук сдался. Представ перед судом за мятеж и терроризм, он был приговорён к 12 годам тюремного заключения. Президент Фердинанд Маркос помиловал его. В 1968 году Тарук снова активизировался, участвовал в движении за земельную реформу.
Автор мемуаров «Рожденные людьми» (1953) и «Кто верхом на тигре» (1967).
Умер от сердечного приступа.